# 338 aC
El 338 aC va ser un any del calendari romà prejulià. En temps de la República i de l'Imperi Romà, era conegut com a any del consolat de Camil i Meni (o, més rarament, any 416 ab urbe condita o de la Fundació de Roma). L'ús del nom «338 aC» per referir-se a aquest any es remunta a l'alta edat mitjana, quan el sistema Anno Domini va ser el mètode de numeració dels anys més comú a Europa.

## Esdeveniments

### Antiga Grècia
- Els macedonis obtenen una victòria decisiva contra una coalició encapçalada per Atenes i Tebes en la batalla de Queronea.[2] Les ciutats de Tebes i d'Atenes estaven enfrontades, però, davant del perill de Filip II i el seu exèrcit, i seguint els consells de Demòstenes, s'uneixen contra l'enemic comú. Els tres exèrcits s'enfronten vora de Queronea. L'exèrcit macedoni tenia com a generals Filip, el seu fill Alexandre, amb 18 anys, que comandava 1.800 genets i Parmenió. Al principi la victòria semblava afavorir els grecs, però els caps macedonis van saber enganyar l'enemic, que es va veure sorprès de front i amb un flanc al descobert.[3]
- La Lliga Amficciònica demana a Filip II de Macedònia que castigui la ciutat d'Amfissa, perquè els seus habitants s'havien atrevit a cultivar la plana sagrada de Crissa i per molestar als pelegrins que anaven a consultar l'oracle de Delfos. Filip II l'arrasa completament.[4]
- Dissolució de la Lliga Beòcia després de la batalla de Queronea, i destrucció de Tebes per Alexandre el Gran.[5]

### Antiga Roma
- Aquest any són elegits cònsols Luci Furi Camil i Gai Meni.[6]
- Els dos cònsols dominen completament el Latium i posen fi a la Guerra llatina. Obtenen els honors del triomf i com a rara distinció se'ls erigeixen estàtues eqüestres al Fòrum.[7]
- Els becs o esperons de les naus conquerides a l'enemic pels dos cònsols s'utilitzen per primera vegada per decorar els Rostra, les plataformes des d'on parlaven els oradors al Fòrum.[8]

## Necrològiques
- Mort d'Artaxerxes III de Pèrsia, enverinat pel seu visir i eunuc Bagoes, juntament amb els seus fills, menys Arses i Bistanes. Va proclamar rei a Arses amb el nom de Xerxes III, però exercint ell mateix el poder.[9]
- Arquidam III, rei d'Esparta, que havia anat a Itàlia en ajut de Tàrent contra els lucans i va morir en batalla el mateix dia que Filip II obtenia la victòria en la batalla de Queronea.[10] Esparta li va aixecar una estàtua a Olímpia que descriu Pausànias, i explica que li van fer perquè no va tenir sepultura al morir lluny del seu país.[11]